# Stargate Worlds
Stargate Worlds was een geplande MMORPG ontwikkeld door Cheyenne Mountain Entertainment die nooit werd uitgebracht. In het spel konden spelers online het universum van Stargate verkennen.
In 2009 werd bekendgemaakt dat wegens gebrek aan financiële middelen de ontwikkeling was stopgezet.

## Omgeving
Stargate Worlds begint in de wereld van Stargate SG-1, ten tijde van de oorlog tussen de Tau'ri en Goa'uld. Bespeelbare personages zijn in het begin de mensen, Goa'uld, Jaffa en Asgard.

### Gevechten
De gevechten in Stargate Worlds bevatten elementen van first-person shooters. Spelers kunnen een groot aantal wapens van zowel aardse als buitenaardse oorsprong gebruiken.

## Personages
De personages in Stargate World zijn anders dan in de meeste andere MMORPG's. Zo zijn ze onder andere aangepast om aan te sluiten op de gevechtsstijl in het spel. De volgende groepen komen voor in het spel:

### Archeoloog
Een expert in oude culturen en talen. De archeoloog is het personage 'Daniel Jackson'. Ze kunnen met hun kennis gemakkelijk allianties vormen met anderen. Mogelijk is de archeoloog ook gespecialiseerd in diplomatie.

### Asgard
Hoewel ze fysiek zwak zijn, zijn de Asgards meesters van technologie een hebben grote wetenschappelijke vaardigheden. Ze maken vooral gebruik van Drone technologie om te overleven. Hun drones kunnen onder andere vechten, genezen en analyseren.
De Asgard komen alleen voor aan de kant van de “goede” personages.

### Goa'uld
De Goa'uld zijn in principe sterker dan andere spelers, maar hoeveel sterker is niet bekend. De Goa'uld krijgen vooral veel van hun kracht van hun dienaren. Verder hebben ze de beschikking over giffen.

### Jaffa
De Jaffa in het spel zijn vrijwel gelijk aan de Jaffa uit de serie. De Jaffa-stafwapens zijn zowel bestemd voor aanvallen op afstand en van dichtbij. Ze hebben ook grote fysieke kracht. De Jaffa gebruiken meestal twee soorten wapens: hun stafwapen en de Zat'Nik'Tel.

### Wetenschapper
Een combinatie van een wetenschapper en een monteur. Dit is het personage 'Samantha Carter'. Ze kunnen zich specialiseren in analyses, reparaties en technologie. Ze kunnen soms handige hulpmiddelen bouwen voor anderen.

### Soldaat
Een veteraan op het slagveld. De soldaat is vooral ter bescherming indien men de Stargate betreedt. Ze kunnen zich specialiseren in een aantal wapens en met extra training kunnen ze ook leren genezen.

### Commando
Een soldaat gespecialiseerd in stealth- en sluipschutterstechnieken. Ze kunnen vijanden overmeesteren via een verrassingsaanval. Ze bezitten tevens de technologie om andere vijanden die stealth gebruiken op te sporen.